# European Ski Federation
L'European Ski Federation (ESF) è un'organizzazione nata il 2 maggio 2009 per rappresentare gli interessi dei paesi europei all'interno del mondo dello sci. La ESF si ritiene responsabile degli ambiti che riguardano sci alpino, nordico e snowboard.

## Storia
La federazione è stata fondata a Monaco di Baviera dai rappresentanti delle quattro maggiori federazioni nazionali europee: Austria, Francia, Italia e Svizzera. A queste potranno liberamente unirsi le altre federazioni che lo riterranno opportuno.
Il primo comitato esecutivo è formato dai presidenti delle federazioni fondatrici: Giovanni Morzenti (Federazione italiana sport invernali), Alain Méthiaz (Fédération Française de Ski), Peter Schröcksnadel (Österreichischer Skiverband) e Urs Lehmann (Swiss-Ski). Quale primo presidente della ESF è stato scelto l'austriaco Schröcksnadel.
La prima competizione organizzata dalla ESF, denominata "Campionati Europei Indoor", si è tenuta il 7 novembre 2009 nell'impianto indoor di Amnéville. Le due gare (maschile e femminile) disputate con la formula KO-slalom hanno assegnato le prime medaglie d'oro continentali al francese Jean-Baptiste Grange e alla slovacca Veronika Zuzulová. La competizione è stata dichiarata illegale dal presidente della Federazione Internazionale Sci, Gian-Franco Kasper.